# شورغل (بناجوي الشمالي)
شورغل (بالفارسية: شورگل) هي منطقة سكنية تقع في إيران في قسم بناجوي الشمالي الريفي. يقدر عدد سكانها بـ 516 نسمة .